# Хучнинская крепость
Хучнинская крепость (Крепость семи братьев и одной сестры) — средневековая крепость в 1-2 км к северу от Хучни, административного центра Табасаранского района, на высоком отрывистом холме, над ущельем.

## История
По различным данным начало строительства крепости датируется VII—VIII веком н. э. Материалы из которых построена крепость (ракушечный камень) дают основания полагать, что крепость была построена относительно в одно время с Дербентской цитаделью.
Крепость сложена особым образом — снаружи она кажется очень крепкой, монолитной. Стены толщиной более 2-х метров, до сих пор в хорошем состоянии, сохранились также и бойницы. В старину крепость была двухэтажной, но в настоящее время первый этаж почти полностью засыпан землёй и потому снаружи она кажется выше чем изнутри.

## Легенда
Среди табасаранского народа бытует легенда, что некогда в этой крепости жили семь братьев-богатырей и одна красавица сестра. Братья были славными воинами и охраняли соседние сёла.
Как то вторглись на табасаранскую землю персы (по другим версиям встречаются также монголы и арабы), но никак не могли они взять штурмом крепость и пройти в табасаранские земли.

## В массовой культуре

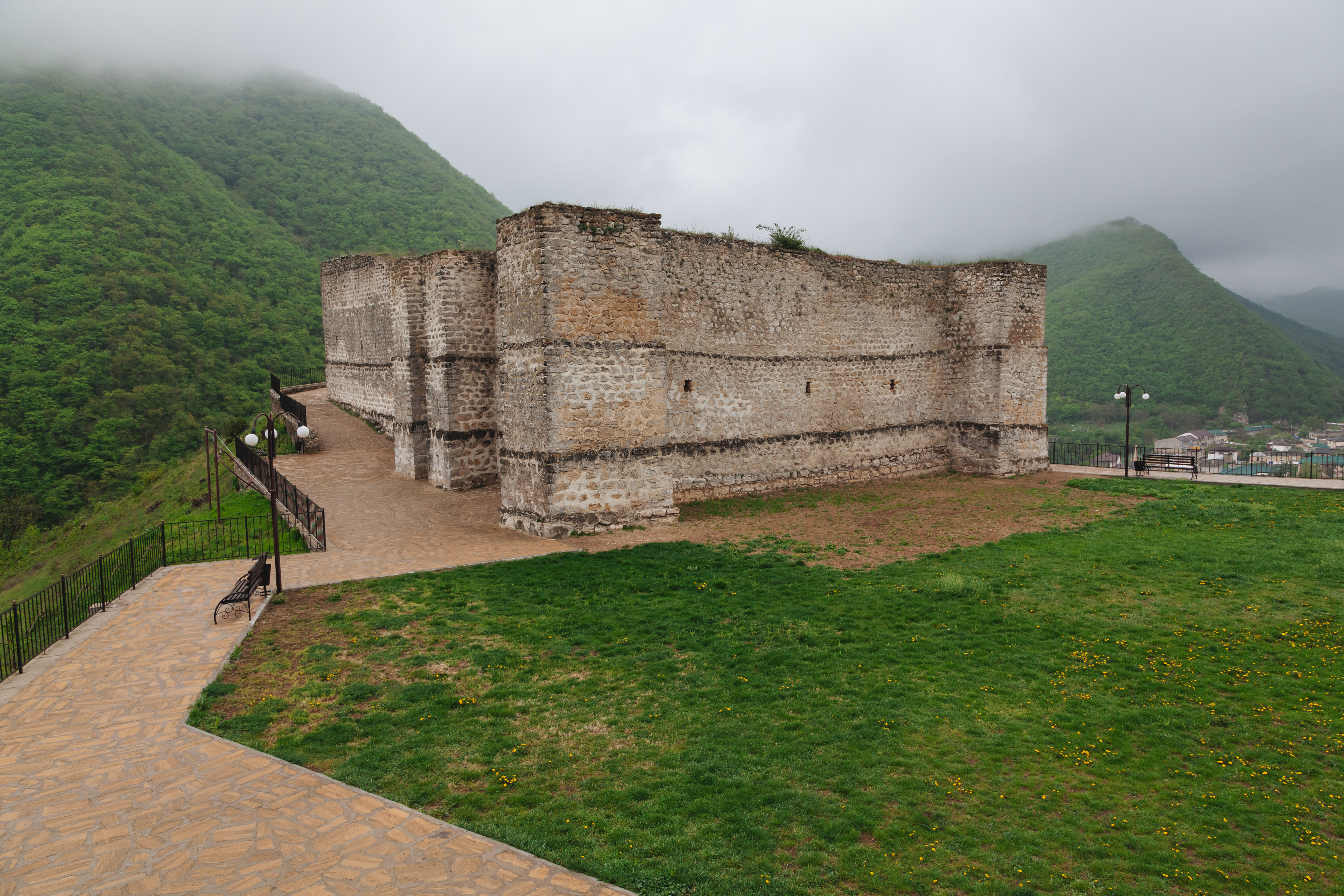
Территория вокруг крепости после проведённого благоустройства

- Крепость демонстрируется в самом начале клипа под новый гимн Дагестана, снятого при поддержке министерства по молодёжной политике Дагестана[3].
- В 2017 году в Махачкале ведущими дагестанскими архитекторами, скульпторами и дизайнерами был создан макетный парк «Дагестан в миниатюре». Данная крепость вошла в число его миниатюр[4].